# 4505 Окамура
4505 Окамура (4505 Okamura) — астероїд головного поясу, відкритий 20 лютого 1990 року.
Тіссеранів параметр щодо Юпітера — 3,215.
Названо на честь Окамура (яп. おかむら(岡村) окамура)